# Курорт (платформа)
Курорт — зупинний пункт Сестрорецького напрямку Жовтневої залізниці в місті Сестрорецьк (Курортний район Санкт Петербурга). Розташована поруч з парком «Сестрорецький курорт».
Платформа розташована на одноколійній дистанції, між станціями Сестрорецьк та Білоострів. На платформі зупиняються всі електропоїзди, що прямують через неї. Поруч з платформою знаходиться квиткова каса.
Колію від станції Сестрорецьк прокладено в дуже крутій кривій, тому швидкість електропоїздів на даній дистанції не перевищує 25 км/год.
Платформа була влаштована як станція одночасно з пуском дільниці Сестрорецьк — Курорт Приморської Санкт-Петербург-Сестрорецької залізниці в 1900 році. 
1 червня 1952 року Сестрорецька лінія була електрифікована.